# عصام سحيتيت
عصام سحيتيت (مواليد 14 فبراير 2000) لاعب كرة قدم مغربي يجيد اللعب كلاعب جناح مع نادي الحمرية كلاعب مقيم.

## مسيرة اللاعب
لعب سابقاً في الفئات السنية في نادي أولمبيك خريبكة و بعدها احترف في الإمارات في نادي عجمان ونادي الإمارات ونادي الحمرية.

## روابط خارجية
- عصام سحيتيت على موقع قاعدة بيانات كرة القدم.إي يو (الإنجليزية)
- عصام سحيتيت على موقع Soccerway.com (الإنجليزية)